# Cordyla vitiosa
Cordyla vitiosa är en tvåvingeart som beskrevs av Johannes Winnertz 1863. Cordyla vitiosa ingår i släktet Cordyla och familjen svampmyggor. Inga underarter finns listade i Catalogue of Life.